# Huis te Crooswijk
Huis te Crooswijk, ook wel Duyfhuis of Crooswijk genoemd, was een kasteel en buitenplaats in de Nederlandse stad Rotterdam, provincie Zuid-Holland. De stadswijk Crooswijk is naar het kasteel vernoemd.

## Geschiedenis

### Middeleeuwen
Het kasteel is tussen 1256 en 1275 door Dirc die Visscher gebouwd op een eilandje in de Rotte. Dirc was leenman van de heren van Voorne, die in 1337 werden vermeld als de kasteeleigenaren. Later kwam het kasteel in bezit van de graven van Holland. Het middeleeuwse kasteel was een vierkante bakstenen woontoren van 12 bij 15 meter groot. 
In 1420 kwam het Huis te Crooswijk voor in de rekening van de Schielandse baljuw. Het werd toen omschreven als 'den thoorn te Crooswijk'. 
In de 16e eeuw verviel het kasteel tot een ruïne en in 1574 werd het afgebroken, waarschijnlijk om te voorkomen dat vijandelijke troepen het bouwwerk konden gebruiken in het begin van de Tachtigjarige Oorlog. 

### Herbouw als buitenplaats
Het was waarschijnlijk Claes Vranckenszn die omstreeks 1600 het afgebroken Huis te Crooswijk herbouwde, maar dan als herenhuis. De overige bebouwing die tot dan toe deel uitmaakte van het oude leen van Crooswijk, werd verbouwd tot het Huis Rubroeck. Zowel Crooswijk als Rubroeck waren nu buitenplaatsen. 
In 1624 kreeg de brouwer Allard van der Duyn het Huis te Crooswijk in bezit en hij liet het grootschalig verbouwen. De buitenplaats kwam vervolgens in eigendom van de burgemeestersfamilie Besemer en de aanzienlijke familie Prins. Telgen uit de familie Prins noemden zich zelfs heer van Crooswijk. In 1709 vererfde het Huis te Crooswijk naar de Rotterdamse burgemeester Aernout Deynoot. 
In 1750 is het oude huis vervangen door nieuwbouw.

### Inbeslagname en afbraak
De familie Gevers Deynoot kwam in 1816 in de financiële problemen en de bank legde beslag op de buitenplaats Crooswijk. Er werden plannen ontwikkeld om de buitenplaats om te bouwen naar een zomerpretpark zoals het Engelse Vauxhall, maar hier kwam niets van terecht. Ook een loterij in 1827 leverde geen nieuwe eigenaar op. In 1828 werd de buitenplaats door de gemeente Rotterdam gesloopt en het terrein werd onderdeel van de nieuwe Algemene Begraafplaats Crooswijk.

## Afbeeldingen

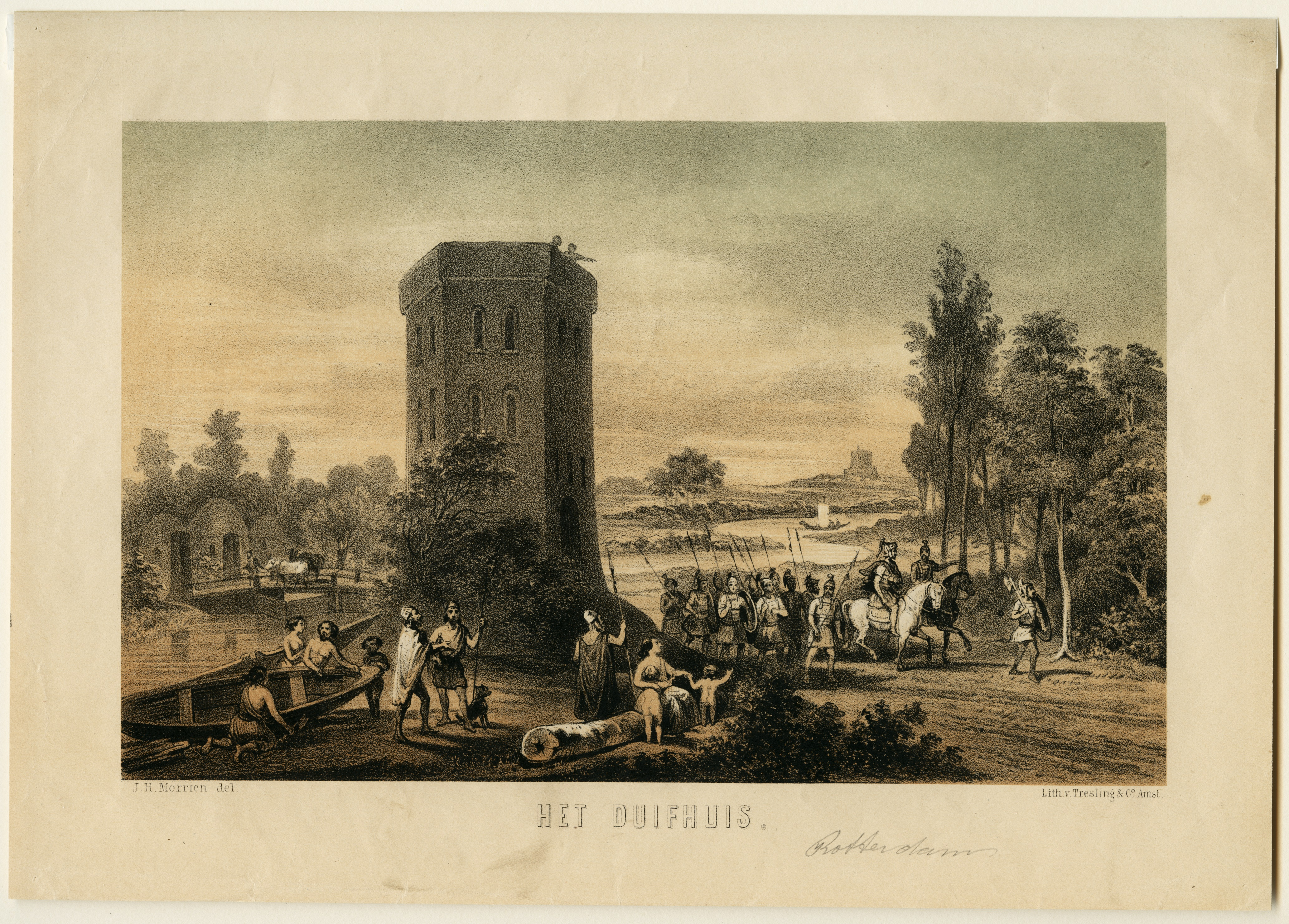
Fantasietekening van een Romeinse toren te Rotterdam in 150 na Chr. Het middeleeuwse Duyfhuis zou volgens sommige bronnen zijn oorsprong vinden in deze Romeinse toltoren.
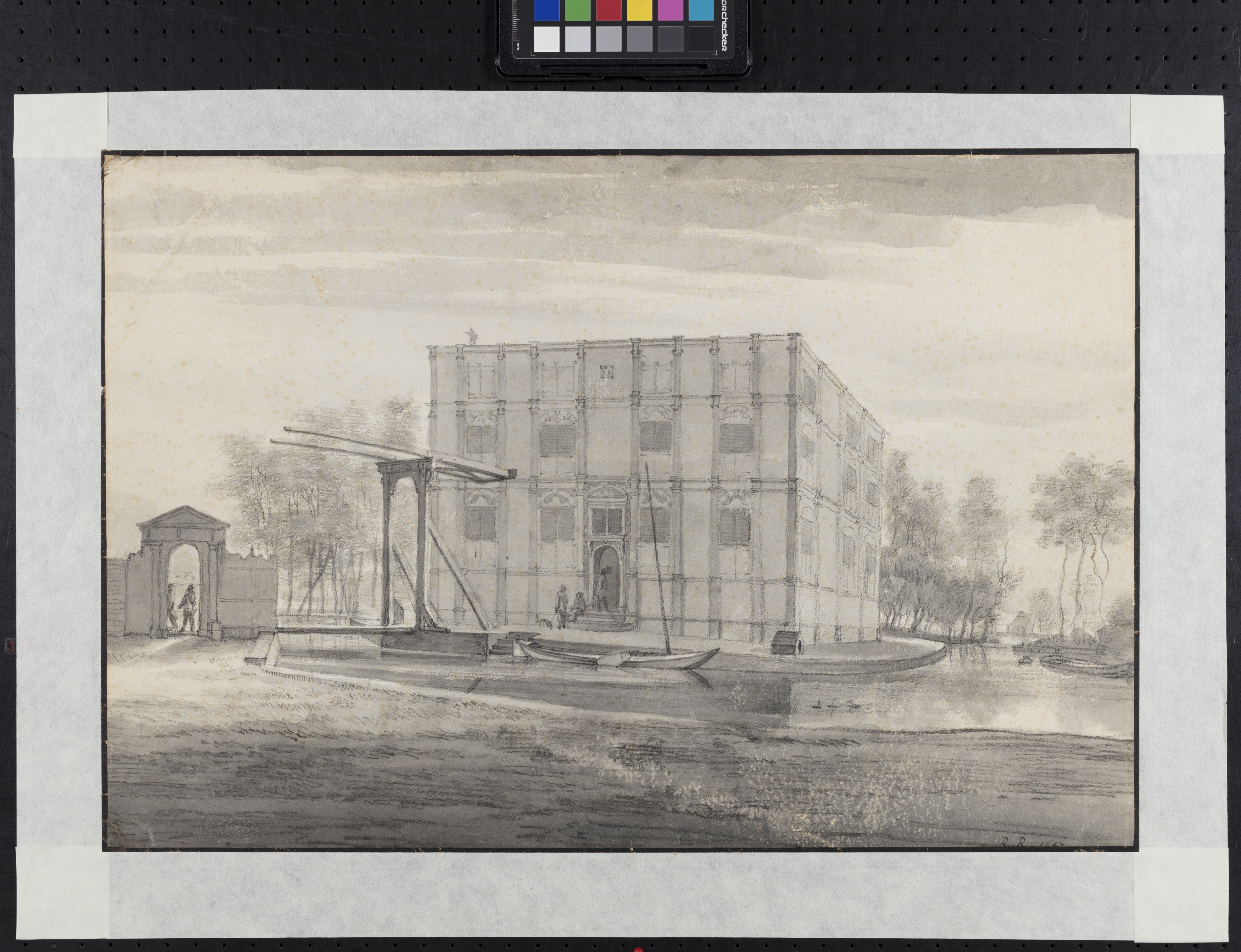
Het Huis te Crooswijk, in 1647 getekend door Roelant Roghman.
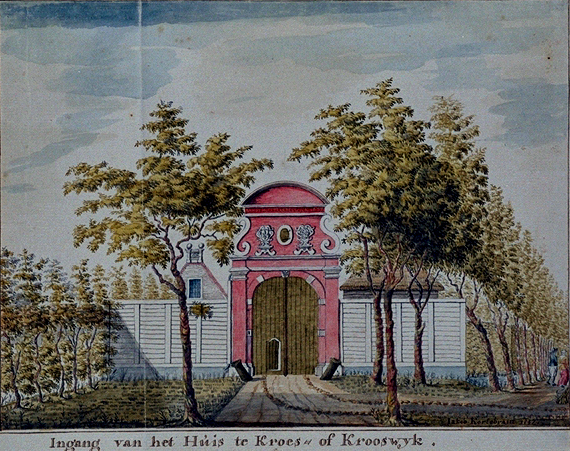
Toegangspoort tot het Huis te Crooswijk in 1747, getekend door Jakob Kortebrant.
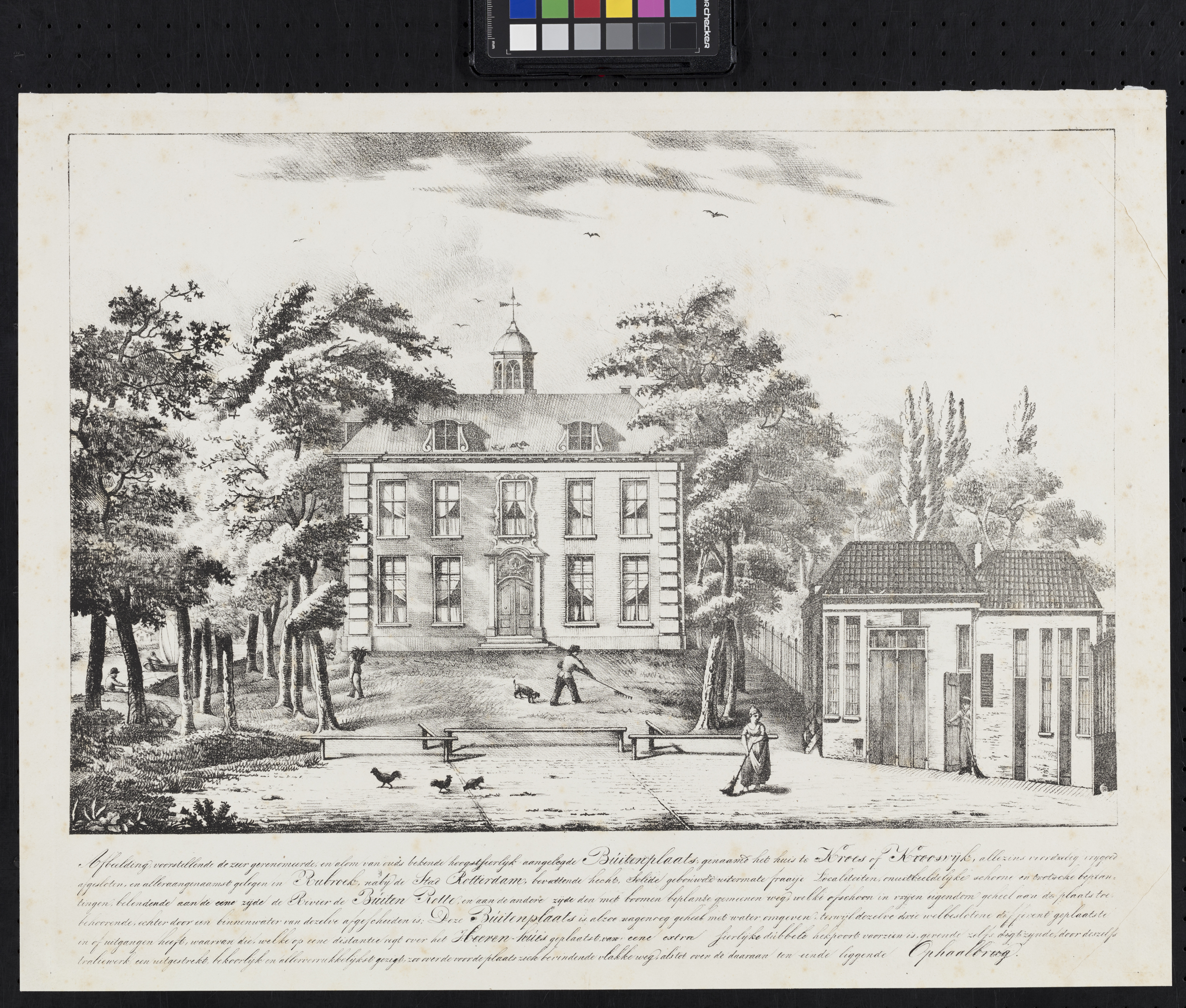
Huis te Crooswijk in 1825, getekend door David van Welle. Enkele jaren later werd de buitenplaats afgebroken.

Abbenbroek · Abspoel · Adegeest · Slot Alkemade ·  Altena · Arkelsburg · Bellesteyn · Huis ten Berghe · Binckhorst · Binnenhof · Blijdestein · Te Blotinghe · Boekenburg · Boekhorst · Boshuysen · Bulgersteyn · Burcht (Leiden) · Burcht (Voorne) · Slot Capelle · Coebel · Cranenburg · Crayestein · Cronesteyn · Crooswijk · Develstein · 't Huys Dever · Dirks Steenhuis · Ter Does · Duivenstein · Duivenvoorde · Endegeest · Endepoel · Foreest · Giessenburg · Gravensteen · Groot Haesebroek · 's Heeraartsberg · Hof van Wateringen · Holy · Slot Honingen · Kasteel van de Heren van Arkel · Kasteel van Gouda · Keenenburg · Kasteel Keukenhof · Klein Poelgeest · Huis te Langerak · Langestein · Huis te Liesveld · Ter Lips · De Loo · Madeburcht · Marenburch · Meerburg · Huis te Merwede · Huis ter Mey · Kasteel van der Meye · Niemandsvriend · Noordeloos · Oud-Berendrecht · Oud-Poelgeest · Oud Teylingen · Paddenpoel · Persijn · Groot Poelgeest · Hof van Putten · Puttensteyn · Landgoed De Raephorst · Kasteel Ravesteyn · Kasteel van Rhoon · Rijnegom · Rijnenburg · Huis te Riviere · Rodenburg · Hofstad Rodenrijs · Rodenrijs · Rosenburgh · Huis Roucoop · Santhorst · Schelluinderberg · Schonenburg · Kasteel van Schoonhoven · Souburgh · Spangen · Starrenburg · Huis ter Specke · Steenvoorde · Stenevelt · Slot Teylingen · Den Toll · Torenvliet · Slot Valckesteyn · Huis ter Waard · Warmont · Ter Weer · Hof van Wena · Kasteel Westerbeek · Huis te Woude · Kasteel van IJsselmonde · 't Zand · Huis Zevender · Kasteel aan de Zevender · Zijlhof · Zonneveld · Huis Zuidwijk · Zwieten